# Carl Gilliard
Pour les articles homonymes, voir Gilliard.
Carl Gilliard est un acteur, producteur et réalisateur américain né le 18 avril 1958 à Chicago, Illinois (États-Unis).

## Filmographie

### comme acteur
- 1994 : One Woman's Courage (TV) : Foreman
- 1995 : Dazzle (TV) : Alman
- 1997 : Sins of the Mind (TV) : Dylan Seidner
- 1997 : Contact de Robert Zemeckis : Contrôleur
- 1999 : Chimera House : Daryl
- 1999 : Q: The Movie : Robin
- 1999 : The Darwin Conspiracy (TV) : Second Baseman
- 1999 : And the Beat Goes On: The Sonny and Cher Story (TV) : Bumps Blackwell
- 2000 : Retiring Tatiana : Hassan
- 2000 : Nothin' 2 Lose (vidéo) : Uncle Cooper
- 2001 : The Luau : Robin
- 2002 : The Chatroom (vidéo) : Detective Jeeves
- 2004 : NYPD 2069 (TV) : Reporter
- 2005 : Family Reunion : Frank Wilson
- 2005 : Coach Carter : Store Clerk
- 2005 : Natural Born Salesman : Narrator / Cop
- 2005 : Fair Game : Caller #2 (voix)
- 2005 : Wifey (vidéo) : Blind Charlie
- 2005 : Red Eye : Sous haute pression : Taxi Driver
- 2006 : The Unsuccessful Thug (série TV) : Choopoo Mohammad
- 2006 : Restraining Order : Judge Brooks
- 2006 : Section 8
- 2006 : Freddie (série TV) : Dr. Cunningham
- 2006 : 24 heures chrono (série TV) : Ron

### Comme producteur
- 2000 : Retiring Tatiana
- 2008 : Peaches

### Comme réalisateur
- 2006 : Section 8

### Comme scénariste
- 2020 : Two degrees